# 北京市通州区司法局
39°54′18″N 116°39′31″E / 39.90506°N 116.65865°E
北京市通州区司法局是北京市通州区人民政府的一个部门。

## 领导
2021年2月，本机构的领导为：
- 甄朋：党组书记。工作分工：负责党组全面工作
- 张琴琴：局长。工作分工：负责行政全面工作
- 李立文：局党组成员、副局长。工作分工：社区矫正管理科、公共法律服务管理科、北京市通州区阳光中途之家
- 张康林：局党组成员、副局长。工作分工：规范性文件审查科、行政执法协调监督科
- 高飞：副局长。工作分工：办公室、普法与依法治理科
- 朱战芳：局党组成员、副局长。工作分工：法治调研科、行政复议应诉指导科、行政复议接待室
- 陈宏毅：调研员。工作分工：协助党组副书记、副局长郭玉明同志做好部分司法所的日常管理工作
- 崔庚银：调研员。工作分工：协助副局长朱战芳同志做好北京市潞洲公证处日常管理工作
- 罗晶：副调研员。工作分工：协助副局长张康林同志做好规范性文件审查相关工作
- 臧亚东：副调研员。工作分工：协助副局长高飞同志做好局机关的卫生管理和全局安全保卫工作
- 陈帅：副调研员。工作分工：协助副局长高飞同志做好北京市通州区法律援助中心日常管理工作

## 机构设置
2021年2月，本机构下设：
- 行政复议接待室
- 北京市通州区法律援助中心
- 北京市通州区阳光中途之家
- 北京市潞洲公证处
- 通州区司法局内设机构